# Druhá vláda Tiita Vähiho
Druhá vláda Tiita Vähiho byla vládou Estonské republiky od 17. dubna 1995 do 6. října 1995.
| Funkce                           | Jméno             | Funkční období        | Strana       |
| -------------------------------- | ----------------- | --------------------- | ------------ |
| Premiér                          | Tiit Vähi         | 17.04.1995–06.11.1995 | Koonderakond |
| Ministr spravedlnosti            | Paul Varul        | 17.04.1995–06.11.1995 |              |
| Ministr obrany                   | Andrus Öövel      | 17.04.1995–06.11.1995 |              |
| Ministr životního prostředí      | Villu Reiljan     | 17.04.1995–06.11.1995 |              |
| Ministr kultury a školství       | Peeter Kreitzberg | 17.04.1995–06.11.1995 |              |
| Ministryně hospodářství          | Liina Tõnisson    | 17.04.1995–06.11.1995 |              |
| Ministr zemědělství              | Ilmar Mändmets    | 17.04.1995–06.11.1995 |              |
| Ministr financí                  | Mart Opmann       | 17.04.1995–06.11.1995 |              |
| Ministr vnitra                   | Edgar Savisaar    | 17.04.1995–10.10.1995 |              |
| Ministr vnitra                   | Tiit Vähi         | 11.10.1995–06.11.1995 |              |
| Ministryně sociálních věcí       | Siiri Oviir       | 17.04.1995–06.11.1995 |              |
| Ministr dopravy a infrastruktury | Kalev Kallo       | 17.04.1995–06.11.1995 |              |
| Ministr zahraničních věcí        | Riivo Sinijärv    | 17.04.1995–06.11.1995 |              |
| Ministr bez portfeje             | Jaak Allik        | 17.04.1995–06.11.1995 |              |
| Ministr bez portfeje             | Ants Leemets      | 17.04.1995–06.11.1995 |              |
| Ministr bez portfeje             | Endel Lippmaa     | 17.04.1995–06.11.1995 |              |